# Тандемный велотрайк

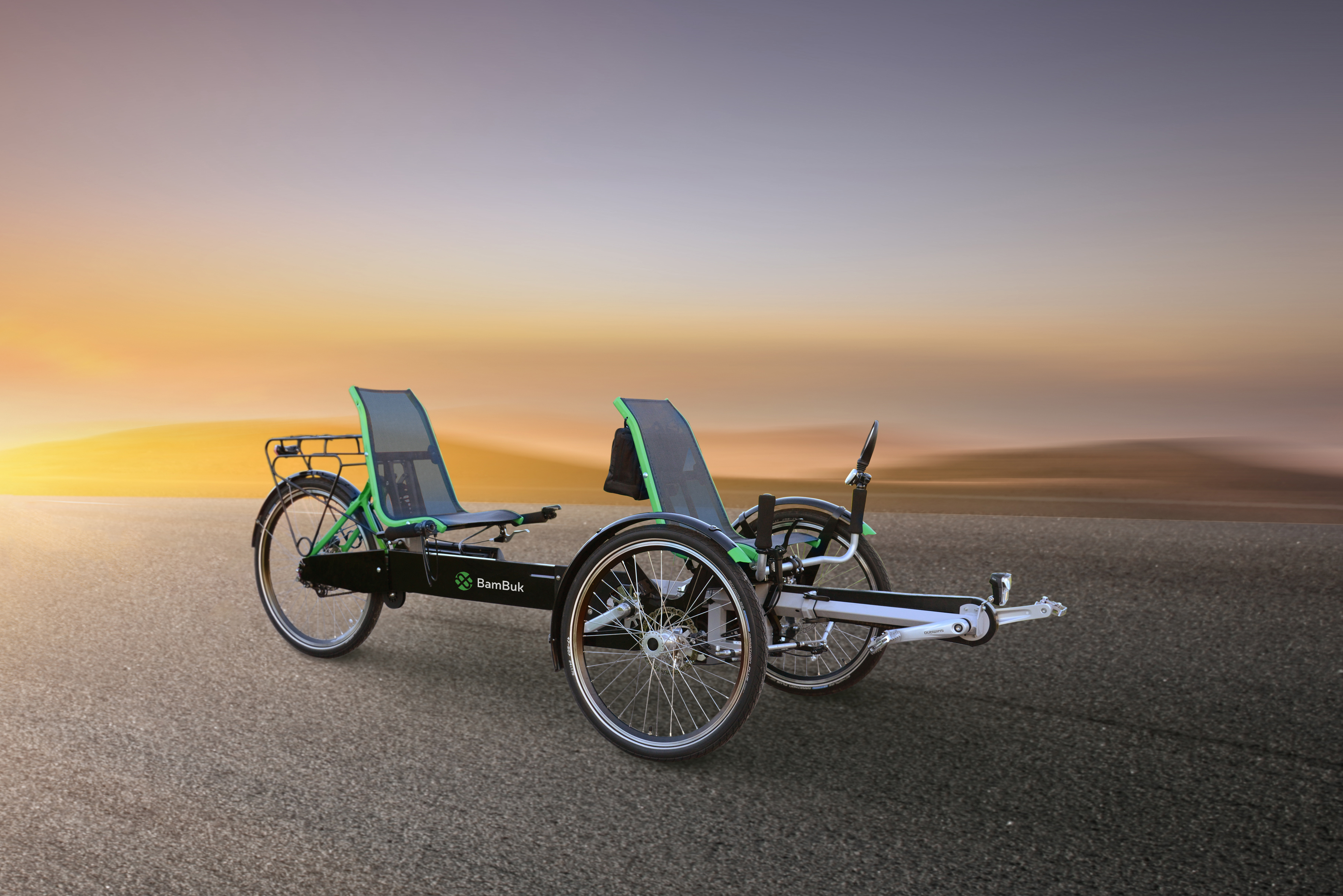
Тандемный велотрайк BamBuk

Тандемный велотрайк — велотрайк для двух и более человек, приводящих его в движение совместными усилиями. Последнее принципиально отличает тандемный велотрайк от классической велорикши, где есть чёткое разделение между водителем и пассажирами. При оснащении тандемного велотрайка крышей или корпусом он может рассматриваться как веломобиль.
К 2017 году известны следующие предприятия, которые производят тандемные велотрайки мелкими сериями:
- BamBuk (Германия)[1]

- Draisin GmbH (Германия)[2]

- Greenspeed (Австралия)[3]

- PF mobility ApS (Дания)[4]

- Van Raam (Нидерланды)[5]

- Worksman Cycles (США)[6]

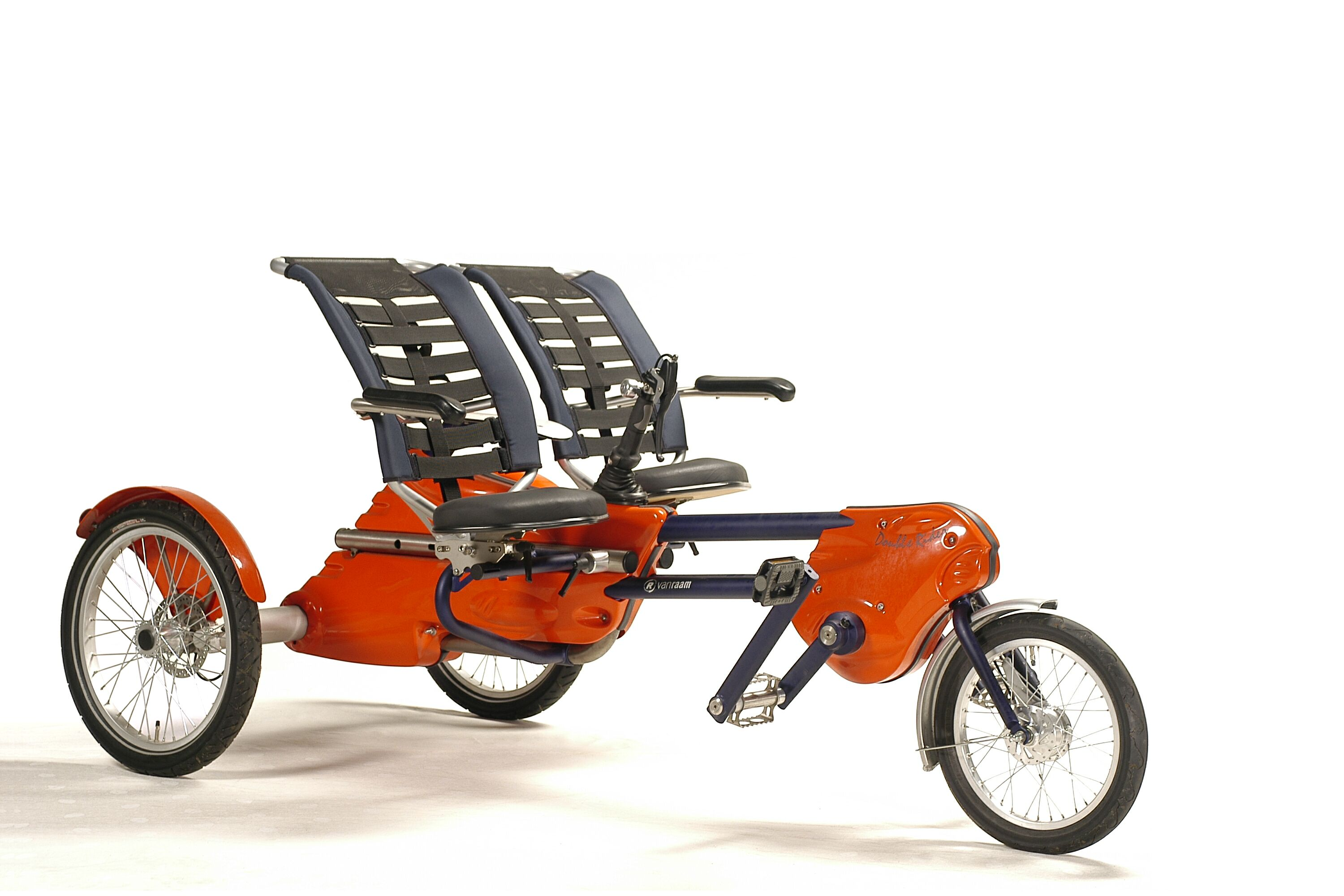
Тандемный велотрайк Double rider фирмы Van Raam
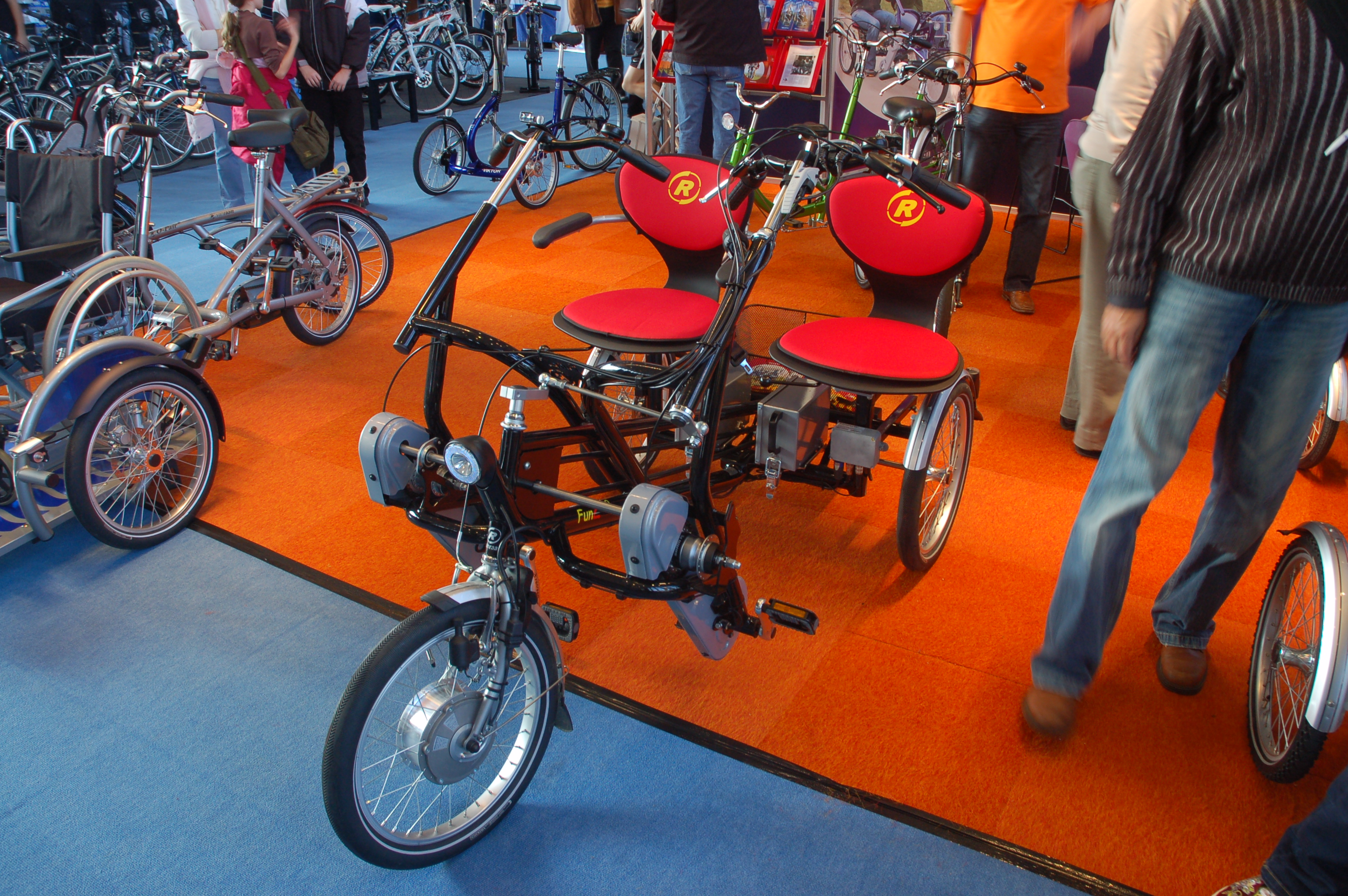
Тандемный велотрайк Fun2Go фирмы Van Raam
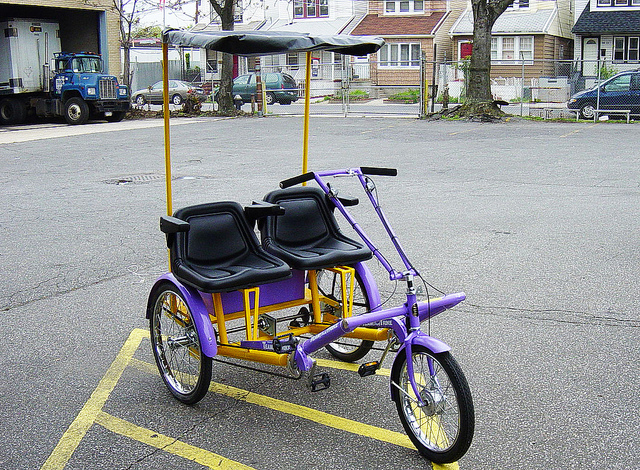
Тандемный велотрайк из серии Team Dual фирмы Worksman Cycles
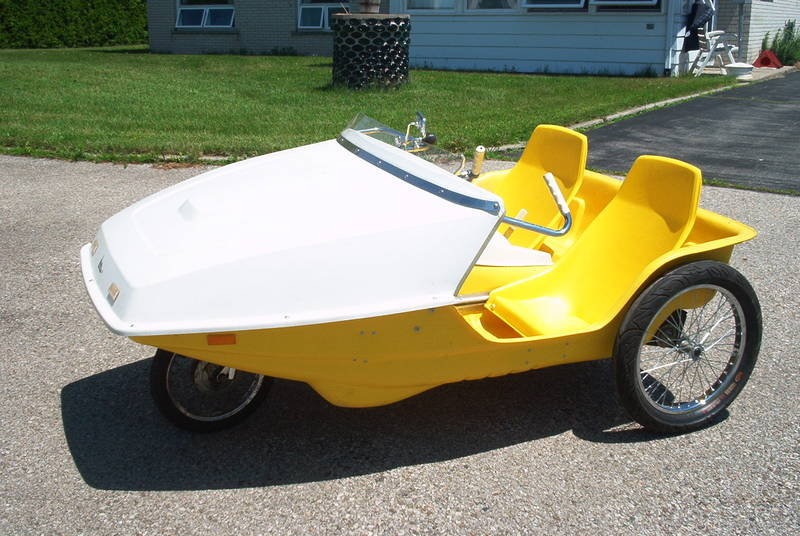
Тандемный велотрайк PPV фирмы EVI
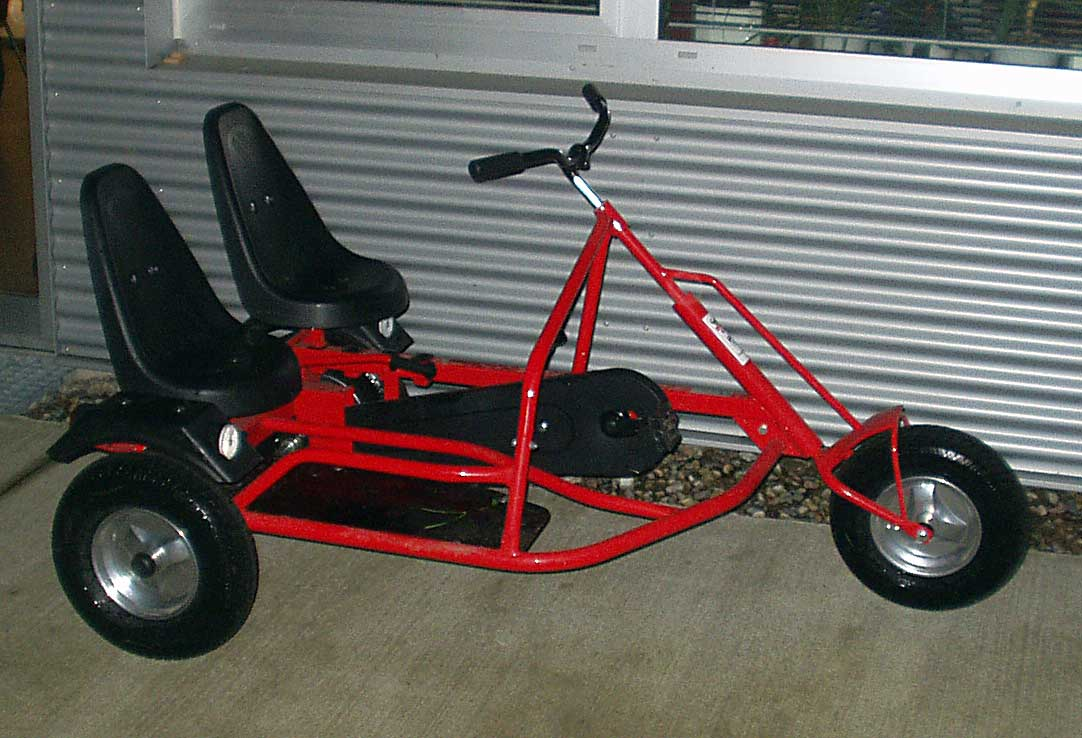
Тандемный велотрайк с одним рулём и одной парой педалей
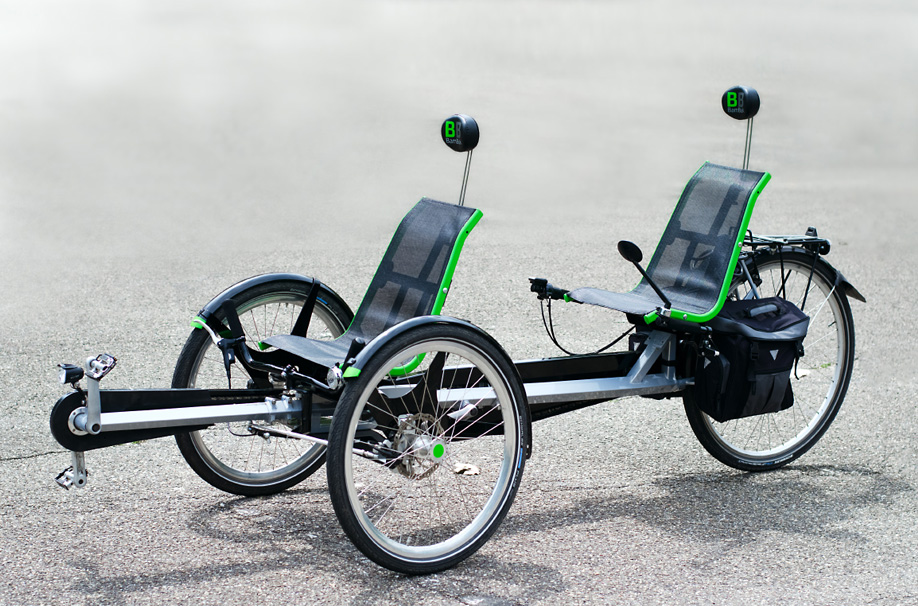
Тандемный велотрайк BamBuk c подголовниками
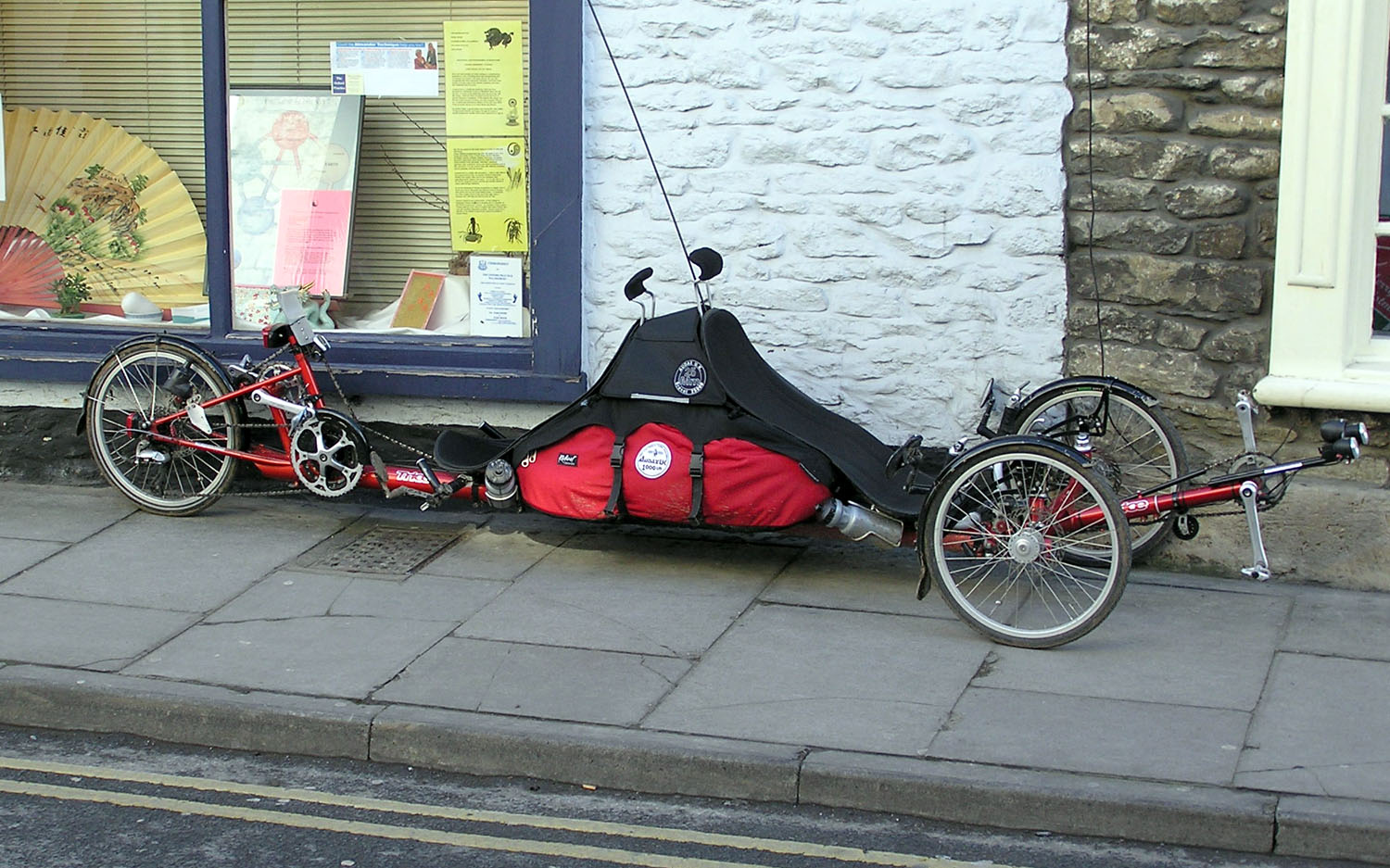
Тандемный велотрайк на улице в Мальмсбери